# Echinopsis fraciliflora
Echinopsis fraciliflora là một loài thực vật có hoa trong họ Cactaceae. Loài này được Cárdenas mô tả khoa học đầu tiên.